# Забарний Олександр Вадимович

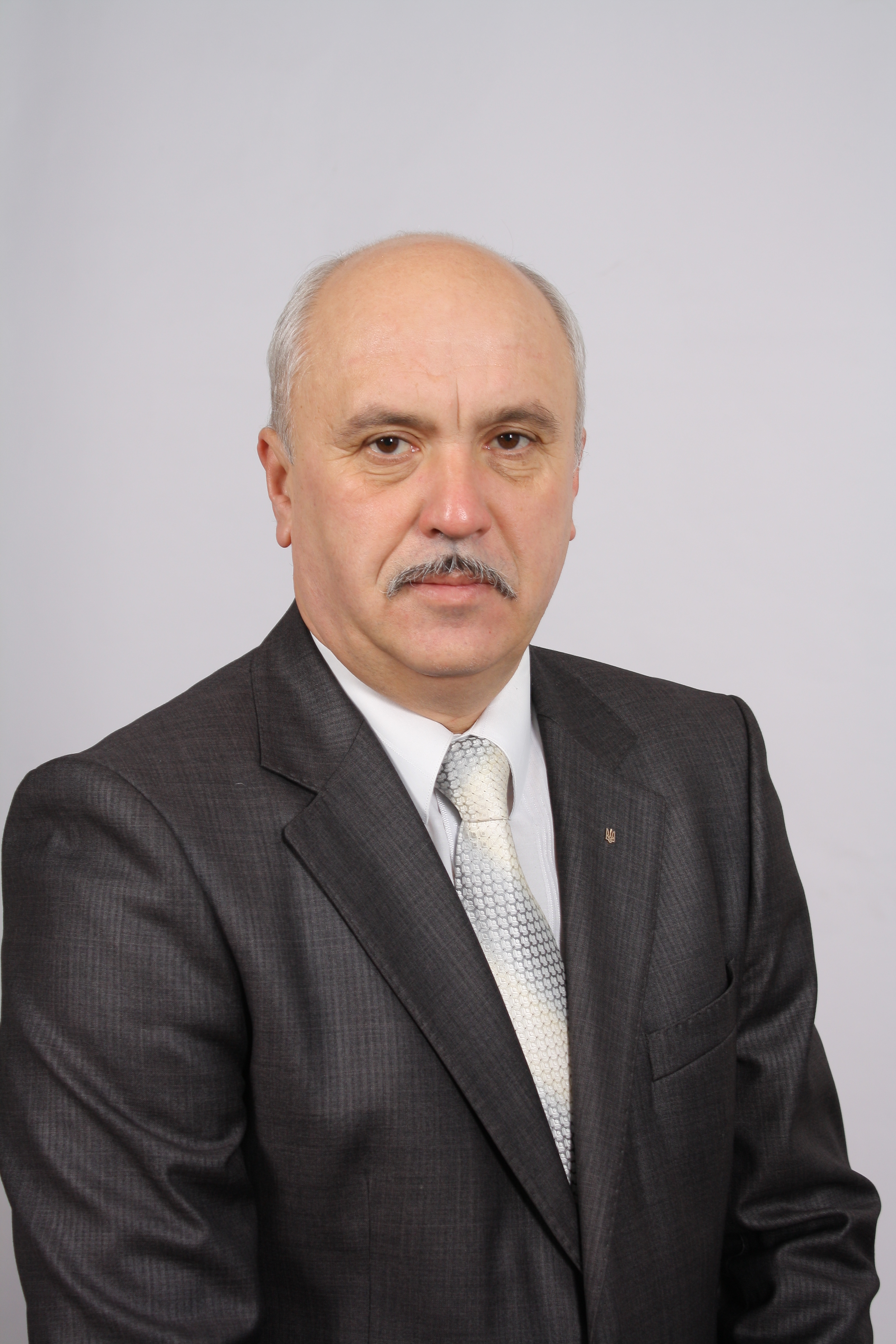

Олександр Вадимович Забарний (народився 29 квітня 1956 в місті Прилуки Чернігівської області) — український вчений-філолог, літературознавець, поет, прозаїк, драматург. Кандидат педагогічних наук, доцент, Відмінник освіти України.

## Біографія
Олександр Вадимович Забарний народився 29 квітня 1956 року у місті Прилуки у родині вчителя. Після закінчення навчання у міській середній школі №4, він вступив до Ніжинського державного педагогічного інституту імені М.В. Гоголя, на філологічний факультет. Саме тут, у стінах гоголівського вузу,  відбулося його ставлення як поета. Відвідував літературну студію інституту. Після закінчення вузу пов'язав свою долю зі школою. Вчителював, працював інспектором Прилуцького районного відділу освіти, викладачем, а згодом заступником директора з навчальної роботи, Прилуцького педагогічного училища імені Івана Франка, викладачем Ніжинського державного педагогічного інституту. Захистив кандидатську дисертацію. Працював у виші на посадах доцента, проректора з гуманітарних питань і виховної роботи, проректора з навчальної та методичної роботи. З 2004 до 2018 року Олександр Забрний - декан філологічного факультету Ніжинського державного університету імені Миколи Гоголя. З 2018 року - доцент кафедри літератури, методики її навчання, історії культури та журналістики.
Поетичний дебют письменника відбувся ще у шкільні роки на сторінках міськрайонної газети "Правда Прилуччини". Його вірші друкувалися на шпальтах "Деснянської правди", "Гарту", "Молоді України", в журналах "Ранок", "Сільські Обрії".
У 1992 році  О.Зарабарний у співавторстві з Василем Охріменком видав збірку поезій "Пастелі Полісся". Поетичний доробок Олександра у збірці мав назву "Акварелі дороги". У другій своїй книзі "Лелеки не зраджують" (1995) Олександр Забарний розкриває перед читачем ще одну грань свого обдарування - талант новеліста.
5 листопада 2015 року голова Чернігівської обласної ради народних депутатів Микола Звєрєв відвідав Ніжинський державний університет ім. Миколи Гоголя, де за дорученням Голови Верховної Ради України Володимира Гройсмана вручив кращим викладачам цього ВУЗу державні нагороди. За вагомий особистий внесок у справу навчання та виховання підростаючого покоління, визначну громадсько-політичну діяльність, заслуги перед українським народом у сприянні становленню та зміцненню України як демократичної, соціальної, правової держави та з нагоди 210-ї річниці з часу заснування університету Микола Звєрєв вручив Грамоти Верховної Ради України  кандидату педагогічних наук, доценту, декану філологічного факультету, депутату обласної ради VII скликання Олександру Вадимовичу Забарному.
Депутат Чернігівської обласної ради VI скликання
Обраний по: одномандатному мажоритарному виборчому округу № 4 міста Ніжина.
Постійна комісія з питань освіти, науки, культури та інформаційної сфери.
Освіта: Вища. Ніжинський державний педагогічний інститут ім. Гоголя, учитель української мови та літератури.
Науковий ступінь, вчене та почесне звання: Кандидат педагогічних наук. Доцент. Відмінник освіти України.
За сумлінну багаторічну працю та з нагоди 200-ліття з дня відкриття Ніжинської Вищої Школи Президія Академії педагогічних наук України нагородила доцента Забарного О.В. нагрудним знаком "Костянтин Ушинський".

## Освіта
- Ніжинський ордена Трудового Червоного Прапора державний педагогічний інститут ім. М.В.Гоголя, філологічний факультет (1977).

## Кар'єра
Працював:
- учителем сільської школи,
- заступником директора школи,
- інспектором шкіл Прилуцького районного відділу освіти,
- викладачем,
- заступником директора з навчальної роботи Прилуцького педагогічного училища ім. І.Франка.

З 1992 працює в Ніжинському державному університеті імені Миколи Гоголя на посадах:
- старший викладач,
- доцент кафедри методики викладання української мови та літератури,
- проректор з гуманітарних питань та виховної роботи,
- проректор з навчальної та методичної роботи.

З 2004 року очолює філологічний факультет цього університету.

## Наукова робота
Працює у сфері літературознавства та методики викладання української літератури, є автором:
- 10 навчальних посібників для вищої школи;
- 250 наукових праць з питань літератури опублікованих у фахових виданнях України та зарубіжжя.

## Громадська діяльність
- Член Національної спілки журналістів України (1995). Член Національної спілки письменників України (2012).

## Письменницька творчість
Автор трьох поетичних збірок та  десяти книг прози, драматургії і публіцистики:
- «Пастелі Полісся» (1992),
- «Лелеки не зраджують» (1995),
- «До таїни образу» (1997),
- «Акорди серця» (2003),
- «За лаштунками літа» (2006),
- «Стежина пам`яті моєї» (2010),
- «Калинова сповідь» (2011),
- «Під знаком «білої плями» (2012),
- «Грішниця» (2014)[1],
- "Обриси на серці" (2017)[2],
- "Зорепад над Калюжинцями" (2018)[3],
- "Ніжин кам'яна квітка українського бароко" (2020)[4],
- "Митець чистого серця" (2021),
- "Багряні терекони" (2022)[5],
- "По обидва береги серця" (2024).

Лауреат Міжнародної літературної премії імені М.Гоголя «Тріумф» (2013), Міжнародного літературно-наукового фонду ім. Воляників-Швабінських, США (2017) та обласних літературних премій імені Михайла Коцюбинського (2014) та Леоніда Глібова (2011), літературно-мистецької премії "Квіт папороті" імені Любові Забашти (2018).

## Відзнаки і нагороди
- Відзнака Міністерства освіти і науки України «Петро Могила» (2006).
- Відмінник освіти України (2000).
- Грамота Верховної Ради України (2015).
- Відзнака Академії педагогічних наук України "Костянтин Ушинський" (2020).
- Орден святого великомученика Юрія Переможця, Православної Церкви України (2024)

## Окремі публікації
- Забарний О. До цілющих джерел творчості. // Сіверянський літопис. — 1997. — № 4., сторінки 87-109. (Літературне життя на Чернігівщині у XVI — ХХ ст.)